# 石壁水库 (崇阳)
石壁水库是中国湖北省咸宁市崇阳县境内的一座水库，位于虎爪河上游，建于1974年。水库正常库容为1671万立方米，集雨面积为8.8平方千米，海拔为1671米。